# Бекум
Бекум (њем. Beckum) град је у њемачкој савезној држави Северна Рајна-Вестфалија. Једно је од 13 општинских средишта округа Варендорф. Према процјени из 2010. у граду је живјело 36.965 становника. Посједује регионалну шифру (AGS) 5570008, NUTS (DEA38) и LOCODE (DE BEC) код.

## Географски и демографски подаци
Бекум се налази у савезној држави Северна Рајна-Вестфалија у округу Варендорф. Град се налази на надморској висини од 100 метара. Површина општине износи 111,4 km². У самом граду је, према процјени из 2010. године, живјело 36.965 становника. Просјечна густина становништва износи 332 становника/km².

## Међународна сарадња
| Мјесто | Држава    | Врста сарадње | Од    |
| ------ | --------- | ------------- | ----- |
|        | Пољска    | партнерство   | 1997. |
|        | Француска | партнерство   | 1983. |
| Извор  |           |               |       |